# Anatolij Małachouski
Anatolij Jahorawicz Małachouski (biał. Анатолій Ягоравіч Малахоўскі, ros. Анатолий Егорович Малаховский, Anatolij Jegorowicz Małachowski; ur. 1 stycznia 1945 w Kopiejsku) – białoruski sędzia, prokurator i polityk, deputowany do Rady Najwyższej Republiki Białorusi XIII kadencji, w latach 1996–2000 deputowany do Izby Reprezentantów Republiki Białorusi I kadencji.

## Życiorys

### Młodość i praca
Urodził się 1 stycznia 1945 roku w Kopiejsku, w obwodzie czelabińskim Rosyjskiej FSRR, ZSRR. W latach 1964–1967 służył w szeregach Armii Radzieckiej. W latach 1967–1968 był marynarzem w zarządzie „Murmansield” w Rosyjskiej FSRR. W 1972 roku ukończył Wołgogradzką Wyższą Szkołę Śledczą Ministerstwa Spraw Wewnętrznych ZSRR, uzyskując wykształcenie prawoznawcy. W latach 1972–1991 pracował jako sędzia śledczy, starszy sędzia śledczy, zastępca komendanta, komendant rejonowego komisariatu milicji w obwodzie murmańskim Rosyjskiej FSRR i obwodzie mohylewskim Białoruskiej SRR. W latach 1980–1981 i 1982–1984 służył w radzieckim kontyngencie wojskowym w Afganistanie. W latach 1994–1996 był sędzią Kościukowickiego Sądu Rejonowego na Białorusi. Od 1997 roku był prokuratorem rejonu kościukowickiego.

### Życie prywatne
W drugiej turze wyborów parlamentarnych 28 maja 1995 roku został wybrany na deputowanego do Rady Najwyższej Republiki Białorusi XIII kadencji z kościukowickiego okręgu wyborczego nr 169. 9 stycznia 1996 roku został zaprzysiężony na deputowanego. Od 23 stycznia pełnił w Radzie Najwyższej funkcję członka Stałej Komisji ds. Praw Człowieka, Kwestii Narodowościowych, Środków Masowego Przekazu, Kontaktu ze Zjednoczeniami Społecznymi i Organizacjami Religijnymi. Był bezpartyjny, należał do popierającej prezydenta Alaksandra Łukaszenkę frakcji „Zgoda”. Od 3 czerwca był członkiem grupy roboczej Rady Najwyższej ds. współpracy z parlamentem Republiki Kirgizji. Poparł dokonaną przez prezydenta kontrowersyjną i częściowo nieuznaną międzynarodowo zmianę konstytucji. 27 listopada 1996 roku przestał uczestniczyć w pracach Rady Najwyższej i wszedł w skład utworzonej przez prezydenta Izby Reprezentantów Zgromadzenia Narodowego Republiki Białorusi I kadencji. Pełnił w niej funkcję członka Stałej Komisji Praw Człowieka i Stosunków Narodowościowych. Zgodnie z Konstytucją Białorusi z 1994 roku jego mandat deputowanego do Rady Najwyższej zakończył się 9 stycznia 2001 roku; kolejne wybory do tego organu jednak nigdy się nie odbyły. Jego kadencja w Izbie Reprezentantów zakończyła się 21 listopada 2000 roku.

## Odznaczenia
- Dwa ordery bojowe[1];
- siedem medali[1];
- Gramota Pochwalna Zgromadzenia Narodowego Republiki Białorusi (5 maja 1999) – za aktywny udział w ruchu międzynarodowym i w związku z dziesięcioleciem wyprowadzenia wojsk radzieckich z Afganistanu[8].

## Życie prywatne
Anatolij Małachouski jest żonaty, ma dwoje dzieci.